# Актеон

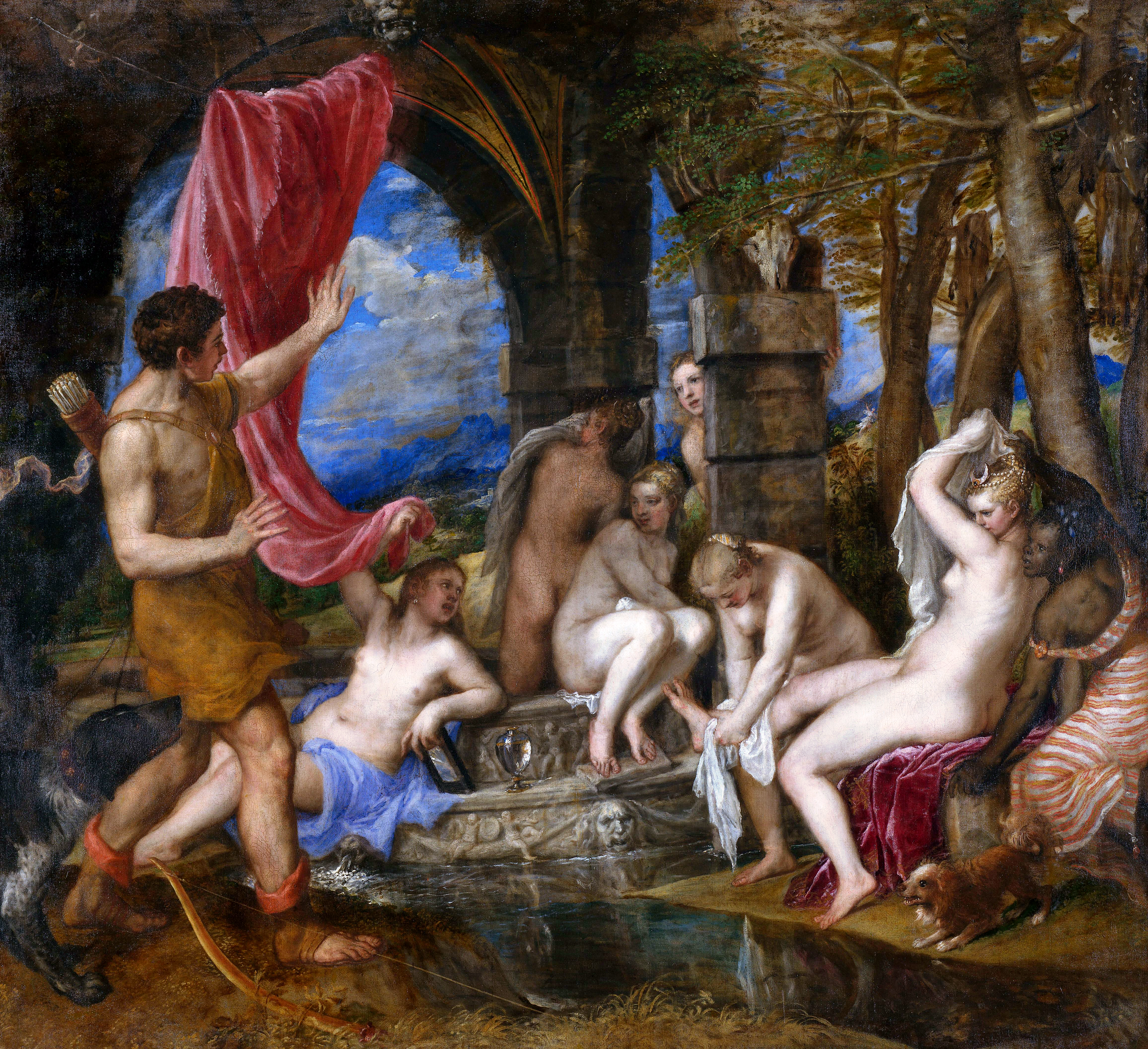
Тициан «Диана и Актеон» (1556—1559)

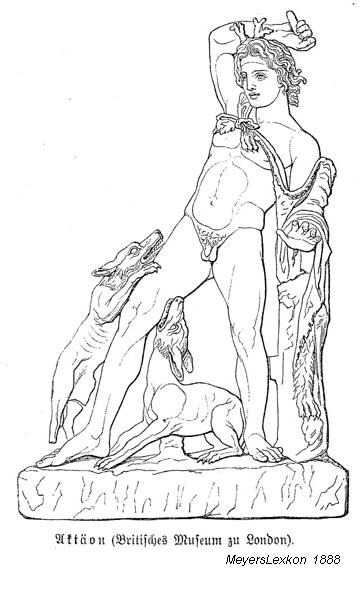
«Смерть Актеона»

Актео́н (Актэон, Актей; др.-греч. Ἀκταίων) — персонаж древнегреческой мифологии, сын Аристея и Автонои, внук Аполлона и Кирены. Его воспитывал кентавр Хирон, учивший его охоте. Участник индийского похода Диониса. Состязался на колесницах в играх по Офельту.

## Актеон в мифах

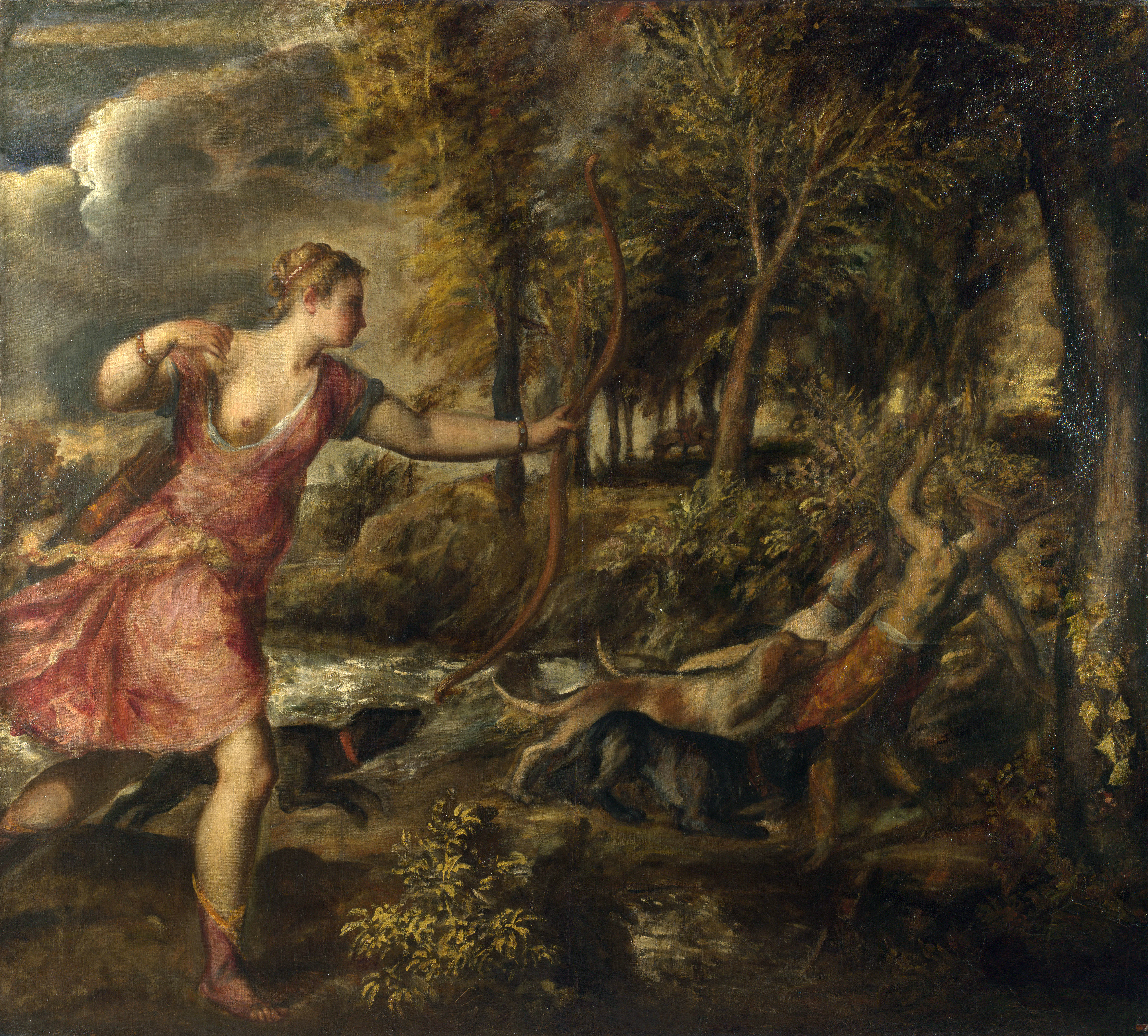
Тициан «Смерть Актеона» (1559—1575)

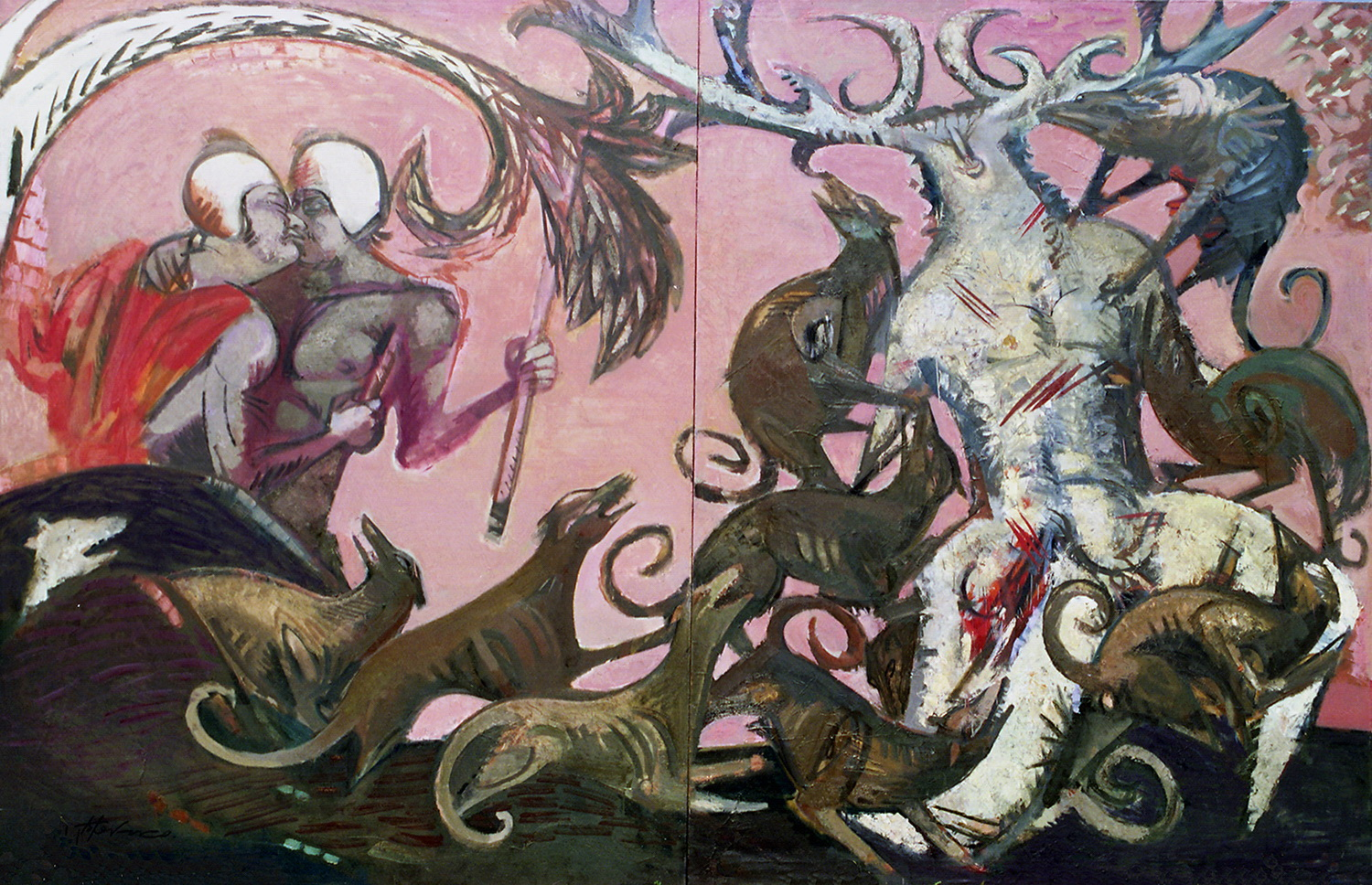
Василий Рябченко, «Смерть Актеона» (1988)

Согласно мифу, однажды Актеон во время охоты случайно подошёл к месту, где Артемида купалась со своими нимфами в реке. Вместо того, чтобы в священном страхе удалиться, он, зачарованный, стал наблюдать за игрой, не предназначенной для людских глаз. Заметив охотника, разгневанная богиня превратила его в оленя, который попытался убежать, но был настигнут и разорван 50 охотничьими собаками самого Актеона. Это было на склоне горы Киферон.
Либо он заявил, что превосходит Артемиду в искусстве охоты, либо захотел вступить с ней в брак. По другому рассказу, он хвастался перед друзьями, что застал богиню во время купания.
Согласно Стесихору, Артемида «накинула на Актеона шкуру оленя», то есть превратила его в оленя, чтобы он не взял себе в жёны Семелу. В другом мифе (версия Акусилая) о гибели Актеона сообщается, что Актеон был превращён в оленя Зевсом за сватовство к возлюбленной Зевса Семеле.
Одно из наиболее известных изложений мифа об Актеоне и Артемиде содержится в «Метаморфозах» Овидия. Согласно Овидию, Актеон увидел купающуюся Артемиду в Гаргафийской долине, у источника Парфений, и, по версии Гигина, во многом согласного с Овидием, захотел ею овладеть. Овидий перечисляет по именам 35 собак Актеона, но не всех.
Позже Хирон изваял статую Актеона, и это утешило собак. Утверждали также, что собаки Актеона, разорвавшие хозяина, были помещены на небесный свод в виде созвездия — или Большой, или Малый Пёс.
Актеоново ложе показывали по дороге из Мегар в Платеи. Позже, согласно прорицанию оракула из Дельф, его кости разыскали и зарыли в Орхомене, когда страну опустошало привидение. Актеон изображён с матерью на картине Полигнота в Дельфах. Культ Актеона существовал в Платеях. По истолкованию, он был уроженцем Аркадии, потратил все деньги на псовую охоту и разорился.
Актеон — действующее лицо трагедии Эсхила «Лучницы» (фр. 241—244, Радт), трагедий Фриниха, Иофонта и Клеофонта «Актеон».

## Прочее
- Имя Актеона носит один из фонтанов во дворце в итальянской Казерте.
- Целый ряд кораблей королевского военно-морского флота Великобритании в XVIII—XX веках носили название «Актеон» (англ. Actaeon, Acteon).